# Pelargonium pinnatum
Pelargonium pinnatum är en näveväxtart som först beskrevs av Carl von Linné, och fick sitt nu gällande namn av L'hér.. Pelargonium pinnatum ingår i släktet pelargoner, och familjen näveväxter. Inga underarter finns listade i Catalogue of Life.